# Mutant X (fumetto)
Mutant X è una serie a fumetti pubblicato tra il 1998 e il 2001 negli Stati Uniti d'America dalla Marvel Comics e scritta da Howard Mackie con una serie di diversi disegnatori. La serie è incentrata sul personaggio immaginario di Havok, un mutante e un ex membro del gruppo di supereroi degli X-Men, trasportato in una dimensione parallela noto come Universe (Terra-1298).
Il "Mutant X" Universe (Terra-1298) è una rivisitazione dell'Universo Terra-616 ovvero quello relativo alla continuity principale dei fumetti Marvel. In questo continuum alternativo, Scott Summers viene catturato con i suoi genitori da Shi'ar e solo Alex (alias Havok) riesce a scappare e diventa leader degli X-Men. Originariamente le due diverse continuity, ossia i due diversi universi Mutant X Universe e Terra-616, differivano per il fatto che i mutanti nel primo erano stati accettati dall'umanità. Tuttavia, un retcon in Mutant X n. 15 ripristina l'intolleranza verso i mutanti giustificandolo come una errata percezione di Havok della realta circostante; altra significante differenza sta nel gene mutante non presente alla nascita dei mutanti ma indotto a seguito a causa di mutazioni genetiche.

## Storia editoriale
La serie sostituisce la precedente X-Factor di cui è il seguito. Venne edita dal 1998 al 2001 per 32 numeri oltre a tre uscite annuali. Inizialmente era pensata per essere una miniserie di 12 episodi ma grazie un inaspettato successo venne prolungata.

## Trama
Dopo essere stato un membro degli X-Factor, Greystone - fuori di sé - prova a costruire una macchina del tempo per ritornare ai suoi tempi e riunirsi con sua madre. Havok tenta di fermarlo ma la macchina esplode, presumibilmente uccidendo entrambi. Tuttavia, nell'instante della morte di Havok, muore anche un Havok in una realtà alternativa dopo essere stato colpito al petto da una sentinella. Lo spirito del primo Havok trova il corpo della sua controparte e si sveglia in un universo parallelo, il Mutant X Universe. Qui è il leader della squadra di supereroi mutanti chiamati I Sei (gruppo equivalente agli X-Men con versioni alternative dei suoi amici del primo universo, il Terra-616), marito di Madelyne Pryor e padre di Scotty Summers. Inizialmente prova a convincere gli altri membri del gruppo ad aiutarlo a ritornare nel suo universo ma tutti credono che sia la versione di Havok del loro universo pensando che stia mentendo per potere ritornare da Madelyne. Havok alla fine si arrende e decide di prendere il ruolo della sua controparte del secondo universo. Solo Scotty, che ha poteri precognitivi, si rende conto che Havok era sincero e si rivolge a lui come Alex invece di chiamarlo papà. I due stringono in fretta un legame.
Una posseduta Madelyne pianifica la conquista del mondo e prende il controllo dei Sei escluso Havok. Havok porta Scotty e la sua tata, Elektra, in un nascondiglio. Per mesi Madelyne dichiara guerra contro il resto del mondo in un tentativo di aprire un varco per permettere una piena invasione demoniaca. Scotty la ferma esorcizzando l'Entità Goblin dalla sua mente. La distruzione causata da Madelyne serve come una scintilla per dar fuoco al sentimento anti-mutanti negli Stati Uniti e il nuovo presidente Graydon Creed assegna al leader terroristico Nick Fury il compito di radunare i mutanti in campi di concentramento; nonostante venga dichiarato che sia per il loro bene, i mutanti nei campi vengono immediatamente uccisi. I rimanenti membri dei Sei, insieme ai nuovi membri Gambit e Capitan America, pianificano di salvare i mutanti dalle truppe di Nick Fury. Alla fine l'Entità Goblin, Dracula e Arcano convergono i loro sforzi per distruggere la Terra. Quasi tutti gli eroi muoiono nell'epica battaglia. Havok, scoprendo che lui è il contenitore del Nexus of all reality, una forza della natura che lega tutte le realtà, lo usa per invocare un potere al fine di fermare l'Entità Goblin che si è fusa con l'Arcano. Poi lotta con Madelyne e imbriglia il potere del Nexus e, con un pensiero, elimina l'Entità Goblin da tutto l'Omniverso. Poi teletrasporta Madelyne nel suo universo parallelo con suo figlio, Scotty. Temendo che qualcuno possa usare il potere del Nexus per riformare, distruggere, o alterare l'Omniverso, si fonde con esso così da impedire a chiunque di usare il suo potere, tranne sé stesso.

## Personaggi
- Alex Summers/Havok: Trapiantato da Terra-616 nel Mutant X Universe, Alex trova in sé stesso fiducia nel ruolo della sua controparte parallela. La sua unica confidenza nel Mutant X Universe è la sua controparte e suo figlio, Scotty, e dedica sé stesso nel proteggerlo.
- Scotty Summers: Il figlio di Havok e Marvel Woman. Ha potenti abilità sensoriali e precognitive ed è l'unica persona ad accorgersi che Alex non mente quando dice che viene da un universo parallelo. Nonostante lo sappia, istintivamente si fida si Alex e comincia a considerarlo come un padre. I suoi poteri sono tali da interrompere l'azione di conquista della Terra di Goblin Queen.
- Elektra: Una ninja altamente addestrata, Elektra Stavros fa da tata a Scotty.
- Dracula: La speciale bara di Dracula si trova in una cella speciale nel Vault finché non venne distrutta dai Predoni.  Procede con rabbia omicida prima di essere ucciso da Tempesta.
- Magneto: Magneto divenne amico del Professor X e formarono gli X-Men. Dopo che il Professor X venne posseduto dal Re delle Tenebre e divenne il leader degli X-Men.
- Nick Fury: Leader dello S.H.I.E.L.D. (Saviors of Humanity by Intervention in the Evolution of Life-form Deviants, cioè salvatori dell'umanità dall'intervento nell'evoluzione delle forme di vita devianti), un gruppo fuorilegge dedicato nello sterminio degli uomini superdotati. S.H.I.E.L.D. è reintegrato dal Presidente Graydon Creed per cacciare i mutanti.

### I Sei
| Personaggio               | Vero Nome              | Faceva parte di  | Note |
| ------------------------- | ---------------------- | ---------------- | --- |
| Tempesta                  | Ororo Munroe           | Membro fondatore | In una versione di Uncanny X-Men #159, Tempesta non venne salvata dal morso di Dracula e venne trasformata in un vampiro. Oltre il suo potere di controllo sul tempo atmosferico, lei ha poteri standard da vampiro come l'abilità di trasformarsi in nebbia e controllare parassiti. Nonostante il suo giuramento di non uccidere (nel continuo di Terra-616 ha infranto il giuramento in Uncanny X-Men #170), Tempesta assume Forge e Kitty Pryde come risorse di cibo, indebolendoli abbastanza da autosostenersi ma non da ucciderli. |
| Bestia (Marvel Comics)    | Henry "Hank" McCoy     | Membro fondatore | Come risultato di un esperimento su sé stesso, Hank McCoy si era trasformato in una squamosa creatura verde con l'intelletto di un bambino. Ha anche fatto un patto difettoso con dei demoni, con il risultato delle sue gambe sostituite da zoccoli di capra. |
| Il Caduto                 | Warren Worthington III | Membro fondatore | Apocalisse ha trasformato uno dei suoi cavalieri, Morte, dandogli ali di pipistrello, una pelle pallida morente e l'abilità di sputare fuoco. Dal tradimento ad Apocalisse, ha insistito nel chiamarsi Il Caduto. Con suo disappunto, tuttavia, i suoi amici continuano a chiamarlo Warren. |
| Havok                     | Alex Summers           | Membro fondatore | Da quando il suo fratello maggiore Ciclope è sparito dalla Terra quando erano bambini, Havok prese il ruolo da leader della prima squadra di mutanti nel suo universo e divenne anche il marito di Madelyne Pryor. Scambia i posti con l'Havok d Earth-616 in Mutant X #1, e quindi è assente in molte serie. |
| Ice-Man                   | Bob Drake              | Membro fondatore | Lasciato senza un dispositivo per reprimere i suoi poteri dopo la manomissione della divinità di Asgard, Loki, Bob Drake venne lasciato nella sua forma ghiacciata senza l'abilità di toccare qualsiasi altro essere vivente. Nonostante ciò, rimane incurabilmente ottimista, con un implacabile senso dell'umorismo. Vede sé stesso parzialmente come il responsabile dellaregrssione mentale de La Bestia e fa del suo meglio per tenere d'occhio il suo amico.                                                                        |
| Marvel Woman/Goblin Queen | Madelyne Pryor-Summers | Membro fondatore | Il clone della deceduta Jean Grey, Madelyne sposò Havok ed ebbe un figlio con lui, Scotty. Madelyne fece un patto con i demoni dell'Inferno per sbloccare il suo potenziale telecinetico per salvare suo figlio. Come risultato prova a conquistare il mondo per i demoni. |
| Capitan America           |                        | Mutant X #15     | Capitan America si unisce alla squadra dopo che lo S.H.I.E.L.D. lancia una politica cerca-e-distruggi sui mutanti. Nonostante i suoi motivi apparentemente altruistici, la squadra scopre che è segretamente un mutante. |
| Gambit                    | Remy LeBeau            | Mutant X #16     | Gambit venne gravemente ferito in una missione con Tempesta dove l'ha implorata di trasformarlo in un vampiro e Tempesta ha accettato. Gambit ha l'abilità di caricare oggetti con energia cinetica esplosiva ha anche poteri standard da vampiro. ha adottato una misteriosa ragazza di nome Raven. |